# Luiz Peixoto
Pour les articles homonymes, voir Peixoto.
Luiz (ou Luís) Carlos Peixoto de Castro connu comme Luiz Peixoto (Niterói, 1889 — Rio de Janeiro, 1973) est un parolier, producteur de théâtre, scénographe poète, peintre, caricaturiste et sculpteur brésilien.
Peixoto a été le partenaire de grandes personnalités de la musique populaire brésilienne telles que Custódio Mesquita (pt), Chiquinha Gonzaga, Ary Barroso, José Maria de Abreu (pt), et a fait chanter ses paroles par Carmen Miranda, Elizeth Cardoso, Maria Bethânia et Gal Costa. Il a travaillé dans des journaux et des magazines en tant qu'écrivain et caricaturiste. Il est l'un des paroliers les plus expressifs et les plus représentatifs de la musique brésilienne des années 1920 aux années 1950. Pendant 45 ans, il est l'un des noms les plus importants du théâtre de revue au Brésil, ayant produit plus d'une centaine de pièces du genre,.

## Biographie

### Jeunesse et carrière de caricaturiste
Luiz Carlos Peixoto de Castro naît le 2 février 1889 à Niterói, dans l'État de Rio de Janeiro. Il est le fils de Luiz Peixoto de Castro et de Lucinda Miguez de Castro, sœur du compositeur Leopoldo Miguez.
À l'âge de 15 ans, il publie en 1904 ses premiers dessins dans Revista da Semana, ironisant sur des aspects de la vie à Rio de Janeiro. L'année suivante, il montre ses caricatures au peintre Raul Pederneiras (pt), qui les publie dans la revue O Malho. Entre 1906 et 1919, il est dessinateur et éditeur pour le Jornal do Brasil à Rio de Janeiro et le Sete Horas à São Paulo. Il collabore aussi avec diverses revues parmi lesquelles O Papagaio et A Avenida en 1906 et Tan-tan et Fon-fon en 1907. Entre 1907 et 1914, il signe des caricatures en partenariat avec Raul Pederneiras pour Revista da Semana sous le pseudonyme « Raiz »,. Luiz Peixoto est notable pour sa bonne humeur et son grand humour auprès de ses collègues.
Tout au long de sa vie, il réalise plusieurs projets de création de journaux, revues et magazines.

### Carrière de producteur de théâtre

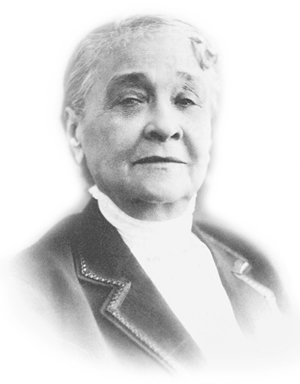
Chiquinha Gonzaga vers 1926.

En 1911, il fait ses débuts comme producteur de théâtre avec la revue Seiscentos e seis, coproduite avec Carlos Bittencourt. L'année suivante, il connaît un grand succès avec l'opérette Forrobodó : Burleta de costumes cariocas (pt), écrite avec Carlos Bittencourt et mise en musique par Chiquinha Gonzaga. La pièce est jouée au théâtre São João (pt) et est jouée pendant 1 500 représentations,.
En 1913, Peixoto connaît le succès avec la revue de théâtre Abre-alas, avec des chansons de Chiquinha Gonzaga et Luz Júnior. Il cofonde ensuite le bal des artistes au théâtre Fênix avant d'effectuer plusieurs voyages en Europe, étudiant le théâtre en Espagne, au Portugal et en Allemagne.
En 1917, il fait ses débuts en tant que décorateur dans la revue Três pancadas puis connaît un nouveau succès l'année suivante avec la revue Flor do Catumbi.
Au début des années 1920, il travaille à Paris comme décorateur et scénographe au Théâtre de l'Œuvre. Il y monte plusieurs pièces, apportant de nouvelles idées qui, à son retour, révolutionnent le théâtre de revue à Rio de Janeiro : sa comédie Esquecer, en partenariat avec Tobias Moscoso et Hebert de Mendonça, reçoit le prix de Teatro da Academia de Letras (prix du Théâtre de l'Académie des Lettres). Il s'impose comme auteur dans le genre très carioca de la revue musicale.
Luiz Peixoto séjourne deux ans à Paris puis à son retour à Rio de Janeiro en 1923 lance un spectacle très réussi : la revue Meia Noite e Trinta.

Hekel Tavares en 1935.

Entre 1923 et 1925, en plus d'écrire pour le théâtre, il est directeur artistique, costumier et décorateur de la Companhia de Teatro São José et directeur artistique de la Companhia Tangará, au Cine-teatro Glória. En 1926, la samba Paulista de Macaé a un tel succès, que Peixoto en fait une revue à part entière l'année suivante : Prestes a chegar avec Marques Porto ; elle-même connaît un grand succès avec des chansons de Júlio Cristóbal et Pedro de Sá Pereira (pt),. La même année, il cofonde avec Hekel Tavares (pt) entre autres le théâtre Brinquedo dans les sous-sols du casino Beira-Mar,.
En 1928, il présente, entre autres, la revue Miss Brasil dans laquelle paraît la chanson de samba Ai, Ioiô, en partenariat avec Henrique Vogeler et Aracy Cortes, qui devient rapidement un grand succès et un classique de la musique populaire brésilienne,.
Il crée en 1930 la revue Vai dar o que falar, en partenariat avec Marques Porto, dans laquelle la chanteuse Carmen Miranda ne se produit qu'un soir en raison des répercussions négatives du tableau Mango, qui fait allusion à la prostitution de bas étage et qui a été sévèrement critiqué. Il écrit en 1931 la revue Com que roupa ? avec Ary Barroso, qui en compose certaines chansons qui sont interprétées par la troupe de la Companhia Mulata Índia do Brasil.
Entre et 1930 et 1935, Luiz Peixoto dirige de nombreuses compagnies théâtrales puis travaille sur diverses décorations pour le carnaval de Rio de Janeiro,.
En 1937, il coécrit la revue Quem vem lá, avec des chansons d'Ary Barroso et d'Assis Valente.

### Carrière de parolier et compositeur

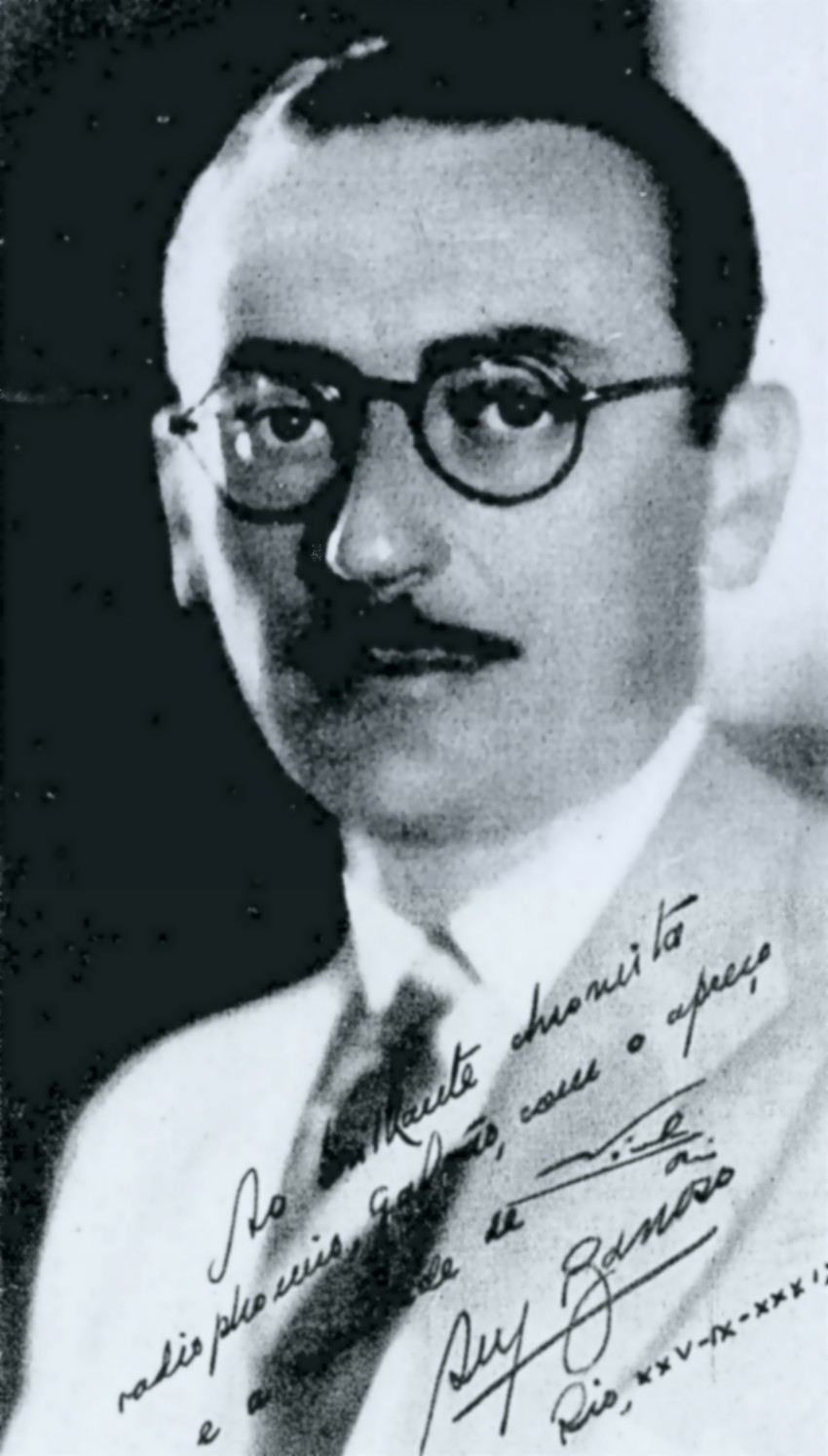
Ary Barroso en 1939.

À partir de 1928, il fait enregistrer plusieurs chansons et sambas à succès en partenariat avec Hekel Tavares, interprétées notamment par le « roi de la voix » Francisco Alves (Pra sinhozinho drumi et No pegi de Oxossi, Almirante (Boiadeiro), Carmen Miranda (Na batucada da vida, une samba coécrite avec Barroso qui devient un classique) ou encore Batista Júnior (pt) (Cavalhada Franciscana).
Il connaît un autre succès musical en 1930 avec la samba-canção Maria, coécrite avec Ary Barroso.
En 1937, il compose avec Ary Barroso la samba-jongo Quando eu penso na Bahia, enregistré par Carmen Miranda et Sílvio Caldas sur Odeon. L'année suivante, Nuno Roland (pt) enregistre sa valse Súplica de amor, en partenariat avec le chef d'orchestre Radamés Gnattali. En 1940, il fait enregistrer plusieurs compositions par Carmen Miranda, revenue au Brésil pour une courte période. Pour elle, Peixoto écrit deux sambas qui ont marqué la carrière de la star : Na batucada da vida, avec Ary Barroso, et Voltei pro morro, avec Vicente Paiva. Une autre chanteuse vedette obtient du succès grâce à ses chansons : Elizeth Cardoso, avec notamment É Luxo Só, écrite en son honneur par Peixoto et Barroso.
Il enregistre ou fait enregistrer plusieurs chansons, notamment par Dircinha Batista (Meu amor onde é que está, Dóris Monteiro (Por que razão), ou Canta Brasil, en l'honneur de la prise de Monte Castelo par les soldats brésiliens en Italie pendant la seconde Guerre mondiale ; il la met en scène au théâtre avec des musiques d'Ary Barroso, Sá Pereira et Alcyr Pires Vermelho (pt), entre autres.
Dans les années 1950, Luiz Peixoto continue à faire enregistrer ses sambas, dont certaines en collaboration avec le pianiste Vicente Paiva (pt). En 1959, la samba É luxo só, écrite en avec Ary Barroso, est incluse par João Gilberto sur le disque désormais historique Chega de saudade.
Il a aussi écrit des monologues célèbres, interprétés dans tout le pays par les acteurs Procópio Ferreira (pt), Mesquitinha (pt) et la récitante Margarida Lopes de Almeida (pt) notamment.

### Carrière de poète
À partir de 1935, Luiz Peixoto publie une série de poèmes humoristiques dans O Malho.
En 1956, le label Sinter sort le LP Sadi Cabral interpreta poemas de Luiz Peixoto (Sadi Cabral (pt) interprète des poèmes de Luiz Peixoto, sur lequel l'acteur récite, entre autres, les poèmes Bandeira, Mulato de qualidade, Muamba de São Benedito et Súbúrbio.

### Activité d'artiste visuel
Luiz Peixoto ne poursuit pas une carrière d'artiste visuel assidue. En 1911, il expose au Salão dos Humorísticos. Après les caricatures de son début de carrière (jusqu'à la fin des années 1910), il revient à la peinture en 1967, à la suite d'un accident qui réduit sa mobilité. Les peintures réalisées pendant le repos forcé sont exposées lors d'un vernissage organisé par l'école Martins Pena, en 1968.

### Autres activités
Luiz Peixoto est très polyvalent dans la production culturelle brésilienne de la première moitié du XXe siècle : en plus de sa production artistique dans les domaines du théâtre populaire, de la poésie, de la musique et des arts plastiques, il dessine des couvertures de livres, crée des décorations de carnaval et travaille comme designer de meubles, de verre et créé même un modèle spécial de voiture de sport à Paris, construit en un seul exemplaire par l'usine de motocyclettes Bellot,.
Il possède aussi une verrerie, représente les parfums Babani et les chocolats La Marquise de Sévigné et est associé dans un magasin d'art et d'antiquités.
Luis Peixoto mène aussi une carrière de fonctionnaire : en 1943, il est directeur des statistiques et de l'assistance sociale au Saps, puis en 1946, il est l'un des fondateurs de la SBAT, dont il a été plusieurs fois directeur et conseiller. 
En 1953, il devient directeur de l'école de théâtre Martins Pena puis est nommé directeur de l'Institut brésilien du théâtre et de l'Académie brésilienne des arts.

### Dernières années
En 1962 et 1963, il est membre du comité d'évaluation des prix de théâtre de l'État de Guanabara. Cette dernière année, il reçoit la médaille Homenagem ao Mérito pour plus de 30 ans de service au théâtre brésilien,.
En 1964, il publie le recueil de poésie Poesia de Luiz Peixoto. Il entreprend aussi la rédaction d'un mémoire intitulé Se não me falha a memória (Si ma mémoire est bonne), qui reste inachevé,.
Luiz Peixoto meurt à l'âge de 74 ans le 14 novembre 1973 à Rio de Janeiro. Il est enterré au cimetière de São João Batista le lendemain, en présence de plusieurs amis et membres de sa famille : l'actrice et danseuse Eva Todor (pt), l'acteur Floriano Faissal (pt), le chanteur et compositeur Tito Madi et le journaliste Raimundo Magalhães Júnior (pt), notamment.

## Postérité
À sa mort, l'acteur João Angelo Labanca lui rend hommage en ces termes : « Peixoto était une anthologie de Rio de 50 ans de théâtre, de journalisme, d'humour, de musique et d'arts visuels ».
En 1977, la télévision Rede Globo lui a rendu hommage en diffusant un programme d'une heure dans la série Brasil Especial, écrit par Ricardo Cravo Albin (pt) et réalisé par Augusto César Vannucci (pt).
En 2002 a été publiée la biographie Pelo buraco da fechadura (Par le trou de la serrure), écrite par le poète Lysias Enio et préfacée par Albin.